# آلما (میزوری)
الما، میسوری (به انگلیسی: Alma, Missouri) یک شهر در ایالات متحده آمریکا است که در میزوری واقع شده‌است.

## خصوصیات
الما ۰٫۷۳ کیلومترمربع مساحت و ۴۰۲ نفر جمعیت دارد و ۲۴۴ متر بالاتر از سطح دریا واقع شده‌است.